# Commission nationale de la vérité (Brésil)
La Commission nationale de la vérité (en portugais : Comissão Nacional da Verdade ou CNV) est le nom de la commission de vérité et réconciliation créée pour enquêter les violations des droits de l'homme commises par des « fonctionnaires ou des personnes à leur service, avec le soutien de l'Etat » entre le 18 septembre 1946 et 5 octobre 1988 au Brésil, en particulier les violations commises durant la dictature militaire,,. 
La commission est composée de sept membres nommés par la présidente Dilma Rousseff, soutenus par le travail de 600 personnes, comme des conseillers, consultants et chercheurs,. La loi fédérale n° 12528/2011 a créé la commission le 18 novembre 2011; celle-ci a été formée et présentée le 16 mai 2012, lors d'une cérémonie avec la participation de tous les anciens présidents de la République depuis le rétablissement de la démocratie,.
La commission a entendu des témoins et des victimes et a appelé des agents de répression à témoigner. Plus de 100 séances publiques ont été organisées, souvent en partenariat avec des commissions indépendantes créées par des organisations de la société civile. Les membres de la CNV ont mené des enquêtes dans des unités militaires, accompagnés par d'anciens prisonniers politiques et des proches des morts et des disparus politiques. Dans ce contexte, la CNV a documenté les circonstances des violations des droits de l'homme sous forme de rapports à propos de cas particuliers ou thèmes. Elle a également identifié les sites, structures et institutions liées à la pratique des violations des droits de l'homme, identifiant la participation de membres de la société et de l'appareil d’État.
Le 10 décembre 2014, la CNV a remis son rapport final à la présidente Dilma Rousseff,. Ce rapport concluait que la pratique de la détention illégale et arbitraire, la torture, les violences sexuelles, les exécutions et les disparitions forcées ont représenté une politique d’État qui, étant donné sa portée, constitue un crime contre l'humanité. 434 décès et disparitions, imputables à l'État, ont été identifiés pour la période 1946-1988. Une liste de 377 fonctionnaires à différents niveaux responsables de ces violations des droits de l'homme a été soumise à la présidente. La CNV a été officiellement dissoute le 16 décembre 2014.